# Protodejeania major
Protodejeania major là một loài ruồi trong họ Tachinidae.